# Pont de Tumski
El pont de Tumski (en polonès Most Tumski, en alemany Dombrücke), lit. "Pont de la Catedral", és un pont d'acer sobre la branca nord de l'Òder a Breslau. Construït el 1889, va substituir un antic pont de fusta per connectar l'⁣illa de la Catedral amb l'⁣illa de sorra. El pont està obert només als vianants.
Conegut informalment com el Pont dels enamorats o el Pont de l'amor, perquè les parelles enamorades solien penjar-hi cadenats amb els seus noms.

## Història
El pont es va construir l'any 1889. L'any 1976, el pont va ser inscrit al registre de monuments històrics.
Des del 2009, les parelles enganxaven cadenats al pont de Tumski com a símbol del seu amor. Les claus d'aquests cadenats llavors es llançaven a l'Òder. A causa de la gran renovació del pont i la necessitat d'evitar afegir pes addicional al pont, aquesta pràctica es va prohibir.
L'any 2019 es va renovar el pont. Abans de la renovació, es van retirar milers de cadenats, que en total pesaven diverses tones. Qualsevol cadenat nou que s'afegeixi al pont és retirat regularment pels serveis municipals.